# بي إس جينرال سلوكم
بي إس جينرال سلوكم هي كانت سفينة بخارية مغدافية تم بنائها في نيويورك في عام 1891، تعرضت طوال تاريخ خدمتها لعدة حوادث وفي 15 يونيو 1904 أشتعلت السفينة وغرقت في نيويورك مما أدى لمقتل 1021 راكب.